# Palaemonias
Palaemonias (лат.) — род мелких пресноводных ракообразных семейства Atyidae, включающий два вида пещерных креветок лишенных пигмента, находящихся под угрозой исчезновения. Как и большинство других троглобионтов, представители рода Palaemonias имеют редуцированные органы зрения.

## Виды
Род Palaemonias включает всего два вида креветок, оба из которых имеют особый природоохранный статус:
- Palaemonias alabamae Smalley, 1961
- Palaemonias ganteri Hay, 1901

Palaemonias alabamae проживает всего в пяти пещерах, находящихся в округе Мэдисон (штат Алабама, США) и входит в Красный список МСОП с 1996 года. Проблема спасения Palaemonias ganteri остро возникла еще раньше — в 1983 году, однако в список МСОП этот вид был включен только 11 лет спустя. Palaemonias ganteri является эндемиком национального парка «Мамонтова пещера».
Виды различаются между собой по размеру (P. alabamae имеет большие габариты), у Palaemonias ganteri более длинный рострум и большее количество шипов на роструме.